# Argon-47
Argon-47 of 47Ar is een radioactieve isotoop van argon. De isotoop komt van nature niet op Aarde voor.

## Radioactief verval
Argon-47 bezit een korte halveringstijd: 0,58 seconden. Het vervalt voor het overgrote gedeelte (99%) door β−-verval naar de radio-isotoop kalium-47:
{\displaystyle {\ce {{^{47}_{18}Ar}->{^{47}_{19}K}+{e^{-}}+{\bar {\nu }}_{e}}}}
De vervalenergie hiervan bedraagt 9,788 MeV. De rest (1%) vervalt tot de radio-isotoop kalium-46 via β−-verval en neutronemissie:
{\displaystyle {\ce {^{47}_{18}Ar->{^{46}_{19}K}+{e^{-}}+{n^{0}}+{\bar {\nu }}_{e}}}}
De vervalenergie van dit verval bedraagt 1,439 MeV.
30Ar · 31Ar · 32Ar · 32mAr · 33Ar · 34Ar · 35Ar · 36Ar · 37Ar · 38Ar · 39Ar · 40Ar · 41Ar · 42Ar · 43Ar · 44Ar · 45Ar · 46Ar · 47Ar · 48Ar · 49Ar · 50Ar · 51Ar · 52Ar · 53Ar